# Анастасиадис, Никос
Ни́кос Анастасиа́дис (греч. Νίκος Αναστασιάδης, МФА: [ˈnikɔs anastasiˈaðis], тр. Níkos Anastasiádis; род. 27 сентября 1946, Пера Педи) — кипрский политик. Президент Республики Кипр с 28 февраля 2013 по 28 февраля 2023 года.
Лидер правоцентристской политической партии Демократическое объединение с 1997 по 2013 год. На парламентских выборах 2011 года его партия Демократическое объединение получила 20 мест, больше чем любая другая партия, но менее половины от общего количества мест в Парламенте Кипра.

## Биография
Окончил юридический факультет Афинского университета, а также аспирантуру Университетского колледжа Лондона. Основатель юридической фирмы Nicos Chr. Anastasiades & Partners.
Впервые Анастасиадис был избран в  Парламент Кипра в 1981 году и являлся лидером партии ДИСИ с 8 июня 1997 по 11 мая 2013 года.

## Политические взгляды
Партия Демократическое объединение поддерживает сокращение или полный отказ от воинского призыва.
Партия Демократическое объединение выступает в поддержку того, что нужно сократить срок воинской службы до минимума и осуществлять набор в армию из военных профессионалов.

## Кипрский вопрос
Никос Анастасиадис был главным сторонником плана Кофи Аннана по решению Кипрского вопроса, хотя более половины (61 %) его однопартийцев проголосовали против.

## Присоединение к НАТО
В феврале 2011 года Парламент Кипра проголосовал за программу «Партнёрство ради мира» — последний шаг Кипра к присоединению к НАТО. По инициативе Никоса Анастасиадиса партии ДИСИ, ЕДЕК и ЕК поддержали это решение. Однако президент Кипра Димитрис Христофиас (АКЕЛ) наложил вето, заявив, что это членство не совпадает с его обещанием достичь мирного разрешения Кипрского вопроса. Никос Анастасиадис заявил, что Кипр немедленно вступит в НАТО, если он, Анастасиадис, победит на президентских выборах в 2013 году.

## Президент Республики Кипр

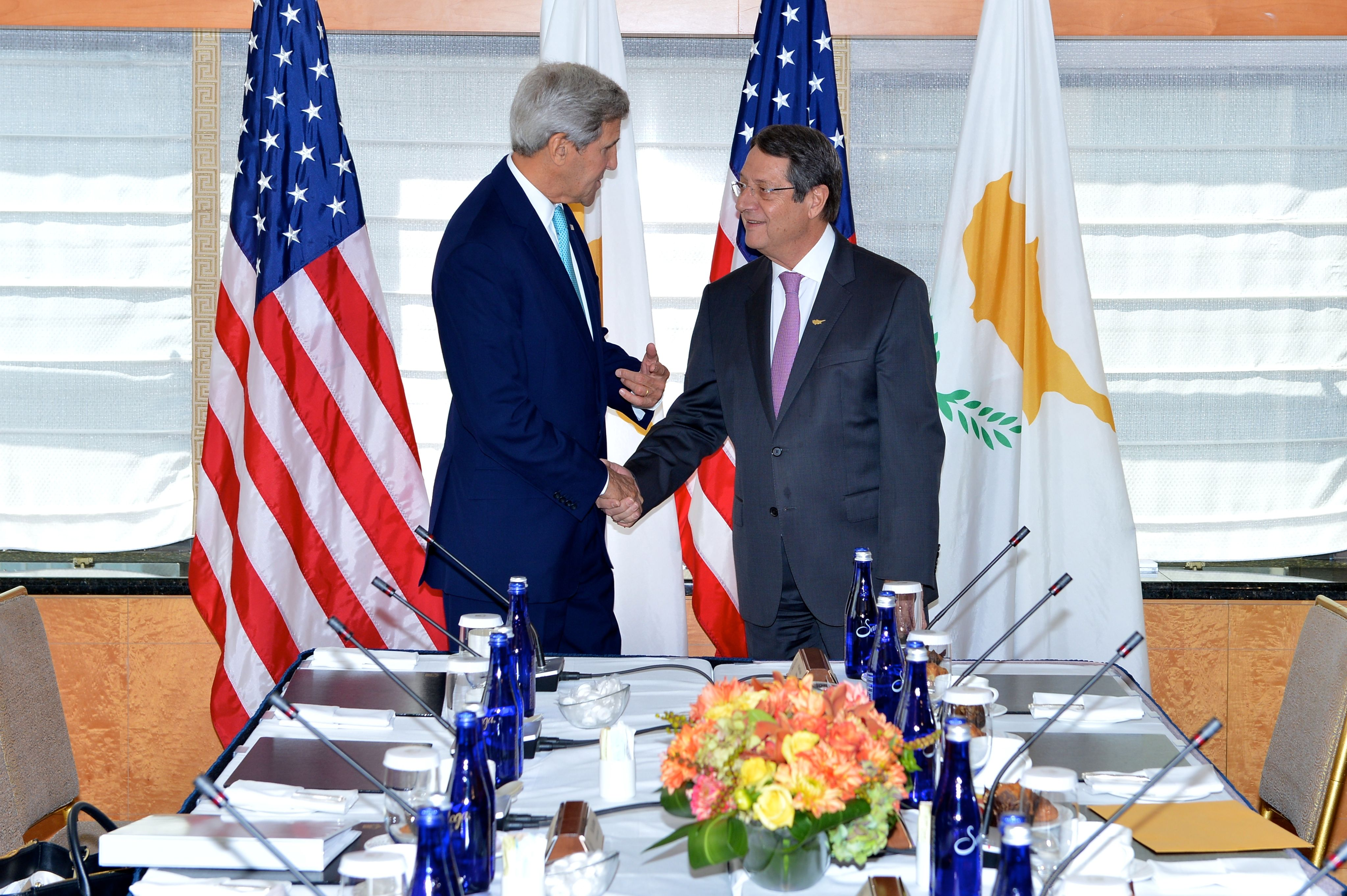
С Государственным секретарём США Джоном Керри. Нью-Йорк, 2015 год

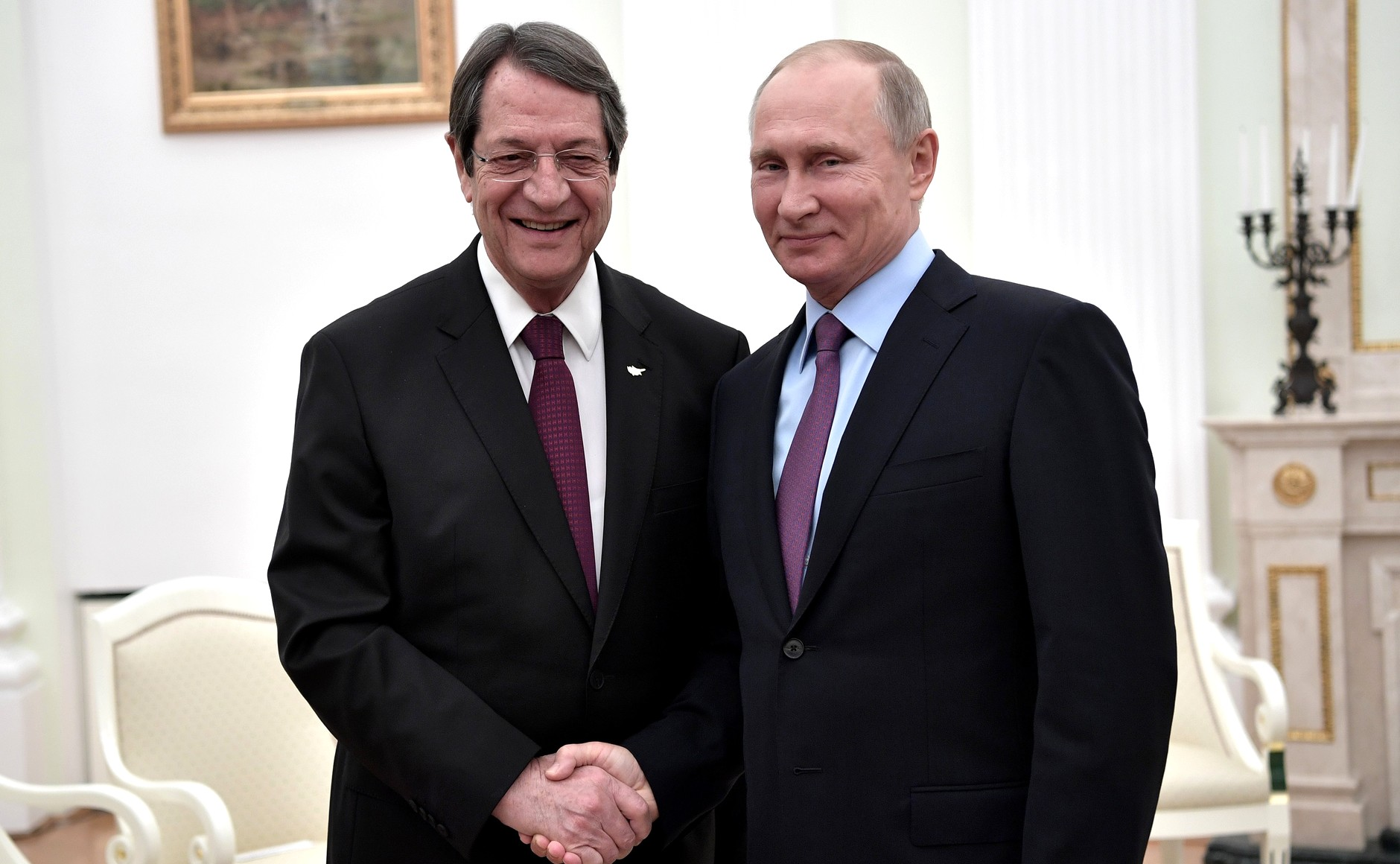
С Президентом России Владимиром Путиным. Москва, Кремль, 2017 год

В марте 2012 года Никос Анастасиадис выдвинул свою кандидатуру для участия в выборах президента Кипра в 2013 году. При отборе на пост кандидата от партии, он набрал 673 голоса (86,73 %), тогда как за его ближайшего соперника Елену Теохарус проголосовали 108 человек (13,27 %).
В 2013 году победил во втором туре президентских выборов на Кипре с результатом 57,48 % голосов. Вступил в должность президента Республики Кипр 28 февраля 2013 года.
4 февраля 2018 года во втором туре президентских выборов переизбран на этот пост.
На президентских выборах 2023 года поддержал кандидатуру Аверофа Неофита. Однако во втором туре выборов его обвинили[кто?] в скрытой поддержке кандидатуры Никоса Христодулидиса. Открытую позицию он не заявлял, но при этом он также прекратил отношения с Каити Клириду.

## Личная жизнь
Никос Анастасиадис женат на Андри Мустакуди с 1971 года, имеет двух дочерей Эльзу и Ино, и четырёх внуков Энди, Николь, Джордж и Нико.

## Награды
- Цепь Ордена Святого Саввы (2018, Сербская православная церковь)[7]
- Большая звезда специального класса ордена Возрождения (17 декабря 2021, Иордания)